# Paralcidia rufitincta
Paralcidia rufitincta är en fjärilsart som beskrevs av W. Warren 1907. Paralcidia rufitincta ingår i släktet Paralcidia och familjen mätare. Inga underarter finns listade i Catalogue of Life.